# Annie de Pène
Pour les articles homonymes, voir de Pène.
Annie de Pène, est le nom de plume de Désirée Joséphine Poutrel née le 2 mai 1871 à Bonsecours (Seine-Maritime) et morte le 14 octobre 1918, à Paris. Elle est écrivaine et journaliste française.

## Biographie
Annie de Pène est l'enfant naturelle de Clémence Désirée Poutrel, blanchisseuse, et d'un père inconnu. À l'âge de 18 ans, le 20 août 1889, elle se marie à Bonsecours avec Charles Battendier, représentant de commerce, dont elle aura deux enfants, Germaine Beaumont et Pierre Varenne. Elle se sépare en 1895 et divorce en 1898, et perd alors la garde de ses enfants. Elle se choisit son pseudonyme en référence à son père probable, Joseph Pène. 
Elle part à Paris, et y ouvre une petite librairie dans le 7e arrondissement qui propose des ouvrages pieux pour l’éducation des jeunes filles de bonne famille. En 1905, elle édite et dirige une revue conservatrice, Le Lys, destinée à ce même public. La revue devient un supplément de La Presse, pour lequel elle commence à écrire des chroniques, articles sur la mode, saynètes de la vie littéraire.
Sa rencontre en 1906 avec Gustave Téry, fondateur et directeur du journal L'Œuvre dont elle devient la compagne, est déterminante. Elle commence à s'intéresser à la condition des femmes, à la politique et aux affaires sociales. Elle publie de très nombreux articles, chroniques, critiques de pièces de théâtre ou romans, nouvelles dans les journaux Le Matin, Comœdia, Akademos, L’Œuvre. À cette époque, Annie de Pène se lie avec d'autres personnalités du milieu littéraire et journalistique telles que Colette, Marguerite Durand, Henri Barbusse, Henry de Jouvenel et Robert de Jouvenel. Son roman Confidences de femmes, qui regroupe initialement dix-huit textes courts inspirés de son expérience personnelle et de confessions qui lui auraient été faites, publié la première fois en 1913 et ré-édité en 1916 (avec trente-trois textes), connaît un certain succès.
Durant la Première Guerre mondiale, elle n'hésite pas à prendre des risques pour réaliser des reportages de guerre, qui seront publiés dans L'Œuvre. Ainsi, dès l'automne 1914, elle se rend dans les tranchées. Elle décrit la dureté des combats, les conditions de vie des soldats, les blessés en attente de soins et les violences subies par les civils dans trois reportages rassemblés dans le recueil Une femme dans la tranchée publié en 1915 aux éditions de L’Œuvre. 

« En quittant tout à l'heure la tranchée vide dans laquelle j'osais à peine m'aventurer, moi aussi je croyais connaître une tranchée. Pourtant dès le seuil de celle-ci, je comprends qu'à moins d'avoir vu de ses yeux le spectacle d'une tranchée vivante, si j'ose dire, eh bien non, on ne peut pas savoir ce que c'est... Combien sont-ils d'hommes enfournés dans ce boyau, dans ce gouffre ? Deux cents ? Dix mille ? Je serais bien en peine de le dire. Il me semble que leurs ombres mouvantes se multiplient à l'infini. »

— Annie de Pène
Ses Chroniques de l'arrière, parues entre septembre 1915 et août 1918 dans L'Œuvre, mettent particulièrement en avant le rôle des femmes dans le conflit au travers de ses rencontres avec des travailleuses (charbonnières, obusières, receveuses de tramway, boulangères…) obligées d'occuper les métiers laissés par les hommes partis au front. 
Dans un reportage réalisé en août 1917 intitulé La frontière n'est pas gardée, elle raconte comment elle a pu traverser à plusieurs reprises la frontière franco-suisse sans passeport ou sous un faux nom. L'article paraît le 2 septembre 1917 à la une de L'Œuvre, après vérification des bureaux de la Censure, suivi d'un commentaire du journal assurant que le ministère de la Guerre a pris les mesures nécessaires pour assurer la surveillance de la frontière. Cet article déchaîne une campagne calomnieuse de la presse nationaliste contre elle et Gustave Téry. Elle reçoit toutefois le soutien de nombreux confrères et consœurs de la presse, en particulier en août 1918 dans un long article de Georges Pioch paru dans Les Hommes du jour. 
Annie de Pène fut une amie très proche de Colette entre 1914 et jusqu'à sa mort en 1918. Celle-ci l'appelait affectueusement son « Annie d'enfance ». Les deux écrivaines, qui ont tant d'affinités et de points communs, échangent une correspondance importante pendant cette période. Annie de Pène, la comédienne Marguerite Moreno et l'actrice Musidora se réunissent au début de la guerre autour de Colette dans un chalet à proximité du bois de Boulogne, propriété d'Henri de Jouvenel, pour former ce que Colette nommera le « phalanstère » dans son roman où ces femmes indépendantes vivent en toute liberté. Elles restent très liées pendant le conflit et s'écrivent régulièrement.

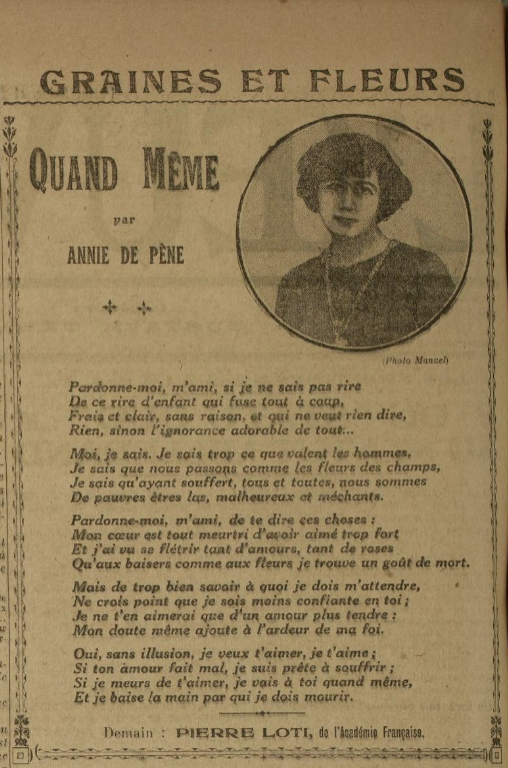
Un poème d’Annie de Pène publié le 29 mai 1920 dans l’Œuvre

Annie de Pène meurt le 14 octobre 1918 de la grippe espagnole dans le 8e arrondissement de Paris. À son décès, elle est domiciliée au no 15 rue Pétrarque à Paris. Ses obsèques sont célébrées en l'église Saint-Philippe-du-Roule.
Une rue de Rouen porte son nom.

## Œuvres
- 1908 : Pantins modernes, Paris, Léon Vanier, 234 p.

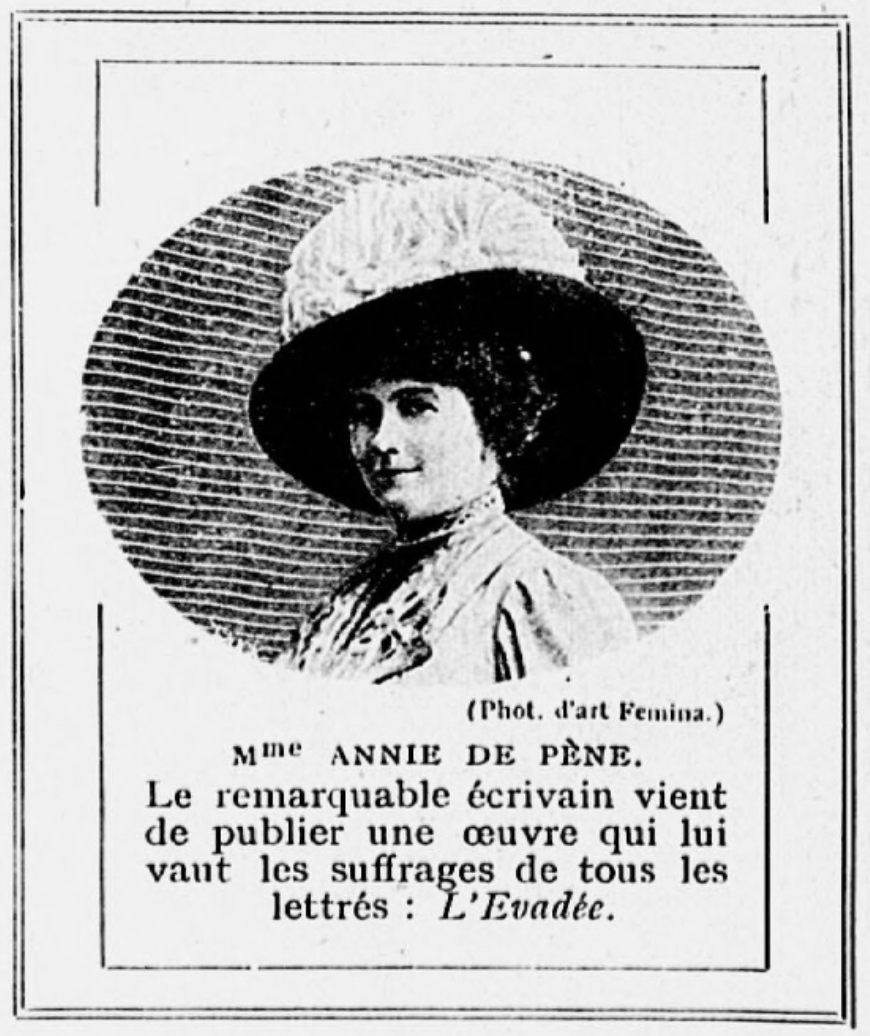
Encart dans le journal Fémina pour la sortie de son livre : Mme Annie de Pène. (Phot. d'art Femina). Le remarquable écrivain vient de publier une oeuvre qui lui vaut les suffrages de tous les lettrés : L’Évadée.

- 1909 : Les Plus Jolies Lettres d'amour, Paris, A. Messein, 243 p.
- 1910 : Les Belles Prières, Paris, L. Vanier, 274 p.
- 1911 : L’Évadée, Paris, Albert Messein, 224 p.[9]
- 1912 : C'étaient deux petites filles, Paris, A. Messein, 240 p.
- 1913 : Confidences de femmes, Paris, Albert Meissein, éditeur, 1913    (Wikisource)
  - Confidences de femmes  (ill. Geneviève Granger-Donilo), Paris, La Renaissance du livre, coll. « In Extenso », 80 p., 1916
- 1915 : Une femme dans la tranchée, Paris, L'Œuvre, 31 p.
- 1918 : Sœur Véronique, Paris, La Renaissance du livre, 252 p.